# 中華民國駐帛琉大使館
中華民國駐帛琉共和國大使館（英語：Embassy of the Republic of China (Taiwan) in the Republic of Palau）是中華民國在帛琉科羅爾設置的大使館。

## 歷史

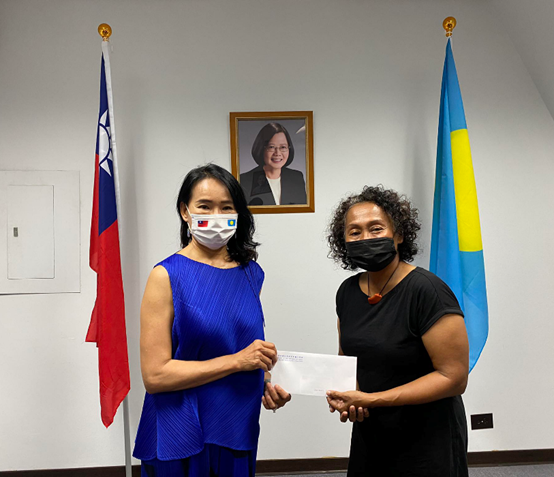
駐帛琉大使館支持Ebiil Society辦理「青少年研究計畫」

1999年12月29日中華民國與帛琉建交，2000年2月17日「中華民國駐帛琉共和國大使館」在當時的首都柯羅成立。2006年10月1日帛琉遷都恩吉鲁穆德，大使館仍留在柯羅。

## 外部連結
- 駐帛琉共和國大使館
- 中華民國駐帛琉大使館的Facebook專頁